# Белая Земля
Бе́лая Земля́ — название группы островов на северо-востоке Земли Франца-Иосифа. Острова, входящие в группу, разделены неширокими проливами и за счёт вечных льдов представляют собой единое целое. Административно относятся к Приморскому району Архангельской области России.

## География
Список островов Белой Земли:
- Ева-Лив — крупнейший остров группы, площадь — 288 км², наивысшая точка — 381 метр. Был ошибочно принят норвежским полярным исследователем Фритьофом Нансеном за два отдельных острова и назван им в честь своей жены Евы и дочери Лив[1].
- Остров Аделаиды — небольшой, длиной всего 2 километра, остров. Расположен в 3,5 километрах к юго-западу от острова Ева-Лив, назван в честь матери Нансена — Аделаиды Юханны Теклы[1].
- Фреден — небольшой, 8 километров в длину, остров овальной формы.

## История открытия
Острова были обнаружены 10 августа 1895 года полярным исследователем Фритьофом Нансеном во время экспедиции 1893—1896 годов и названы им Белая Земля (норв. Hvidtenland). На карте Нансена в состав Белой Земли входило четыре острова, из-за ошибочно принятого острова Ева-Лив за два отдельных острова. Ошибка полярного исследователя объясняется вечными льдами, из-за которых сложно установить точные очертания суши. Когда картография архипелага стала более точной, оказалось, что острова Ева и Лив — одно целое.